# Rudolf Ruf (Politiker)

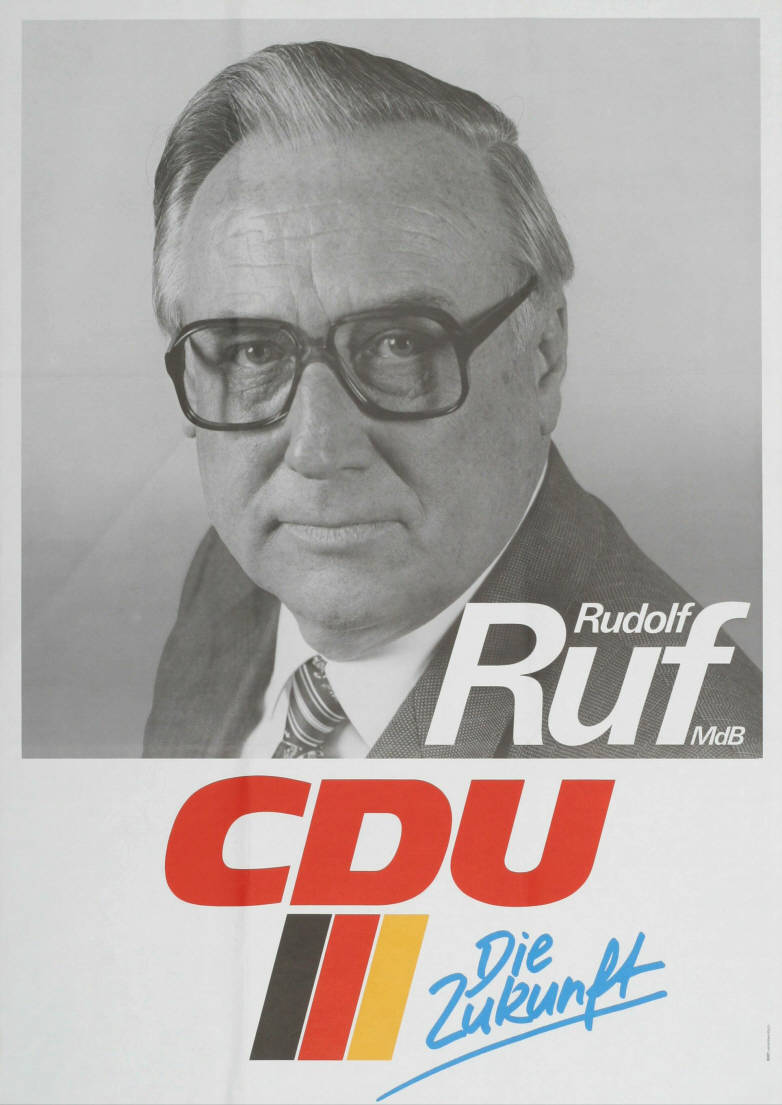
Rudolf Ruf auf einem Plakat zur Bundestagswahl 1987

Rudolf Ruf (* 30. August 1922 in Karlsruhe; † 11. Dezember 2012) war ein CDU-Politiker und von 1980 bis 1990 Mitglied des Deutschen Bundestages.

## Leben
Ruf wuchs in der Karlsruher Südstadt auf und legte 1941 sein Abitur ab. Danach begann er eine Glaserlehre im elterlichen Betrieb, um den 1878 von seinem Großvater gegründeten Glaserbetrieb weiterzuführen, und bestand 1953 die Meisterprüfung. Von 1974 bis 1994 war er Präsident der Handwerkskammer Karlsruhe und wurde nach seiner Ablösung zum Ehrenpräsidenten ernannt. Weiterhin ist er seit 1992 Ehrenpräsident des baden-württembergischen Handwerkstages nachdem er 1975 bis 1991 Präsident desselben war. 1979 bis 1993 war er daneben Vizepräsident des Zentralverbandes des Deutschen Handwerks. 1972 und 1981 war er Bundesinnungsmeister des Glaserhandwerks.
1980 trat Ruf für den Wahlkreis Karlsruhe-Stadt an und wurde in den Deutschen Bundestag gewählt, wo er bis 1990 als Abgeordneter tätig war. Im Bundestag leitete er einen Untersuchungsausschuss zum Thema Bauforschung und experimentellen Wohnungsbau.
1998 war er im Aufsichtsrat der IDUNA Vereinigte Lebensversicherung AG für Handwerk, Handel und Gewerbe.

## Ehrungen
- Bundesverdienstkreuz 1. Klasse 1977
- Großes Verdienstkreuz des Verdienstordens der Bundesrepublik Deutschland 1982
- Großes Verdienstkreuz mit Stern des Verdienstordens der Bundesrepublik Deutschland 1987
- Verdienstmedaille des Landes Baden-Württemberg am 21. April 1979[6]
- Ehrenring des deutschen Handwerks
- Staufermedaille
- Wirtschaftsmedaille des Landes Baden-Württemberg